# Макаровський Денис Сергійович
Денис Сергійович Макаровський — український офіцер, майор Збройних сил України, учасник російсько-української війни, що відзначився під час російського вторгнення в Україну в 2022 році. Герой України.

## Життєпис
У 2015 році вступив до Військової академії міста Одеса. Відразу після закінчення в 2019 році за розподілом потрапив до 81-ої окремої аеромобільної бригади. Почав службу на посаді командира розвідувального взводу. Під час широкомасштабного вторгнення був призначений на посаду командира розвідувальної роти, а згодом — начальника штабу свого батальйону. З початком повномасштабного російського вторгнення в Україну 25 лютого 2022 року разом із співслуживцями перейшов на лінію фронту на Харківській кільцевій. У складі групи розвідувальної роти вступив у перший бій з ворогом. Пізніше довелося відходити до Ізюма для захисту цього міста. Тут був уперше поранений, але залишався на місці та виконував завдання разом зі своїми побратимами. Після успішного виведення підрозділів ЗСУ з повного оточення був нагороджений орденом «За мужність» ІІІ ступеня. Потім брав участь у боях за так званий «Шервудський ліс» та у Святогірській кампанії. З літа 2022 року разом з підрозділом бере участь у боях за Білогорівку на Луганщині. 21 листопада 2022 року, у День Десантно-штурмових військ, військовослужбовець майор Денис Макаровський отримав нагороду звання «Герой України» із врученням ордена «Золота Зірка».

## Нагороди
- Звання Герой України з врученням ордена «Золота Зірка» (18 листопада 2022) — за особисту мужність і героїзм, виявлені у захисті державного суверенітету та територіальної цілісності України, самовіддане служіння Українському народові[2]
- Орден «За мужність» III ст. (5 квітня 2022) — за особисту мужність і самовіддані дії, виявлені у захисті державного суверенітету та територіальної цілісності України, вірність військовій присязі[3]